# Saint-Thonan
Saint-Thonan (en bretó Sant-Tonan) és un municipi francès, situat a la regió de Bretanya, al departament de Finisterre. L'any 2006 tenia 1.302 habitants.

## Demografia
| 1962                                       | 1968 | 1975 | 1982 | 1990  | 1999  |
| ------------------------------------------ | ---- | ---- | ---- | ----- | ----- |
| 594                                        | 556  | 583  | 769  | 1.083 | 1.165 |
| Des de 1962: població sense dobles comptes |      |      |      |       |       |

## Administració
| Període   | Identitat       | Partit |
| --------- | --------------- | ------ |
| 1945-1977 | Yves Le Berre   |        |
| 1971-1977 | Claude Labasque |        |
| 1977-2008 | Germain Lagadec |        |
| 2008-     | Denis Salaun    |        |